# 布雷埃维尔
布雷埃维尔（法語：Bréhéville，法語發音：[bʁe.evil]）是法国默兹省的一个市镇，属于凡尔登区。

## 地理
布雷埃维尔（49°22'57"N, 5°19'46"E）面积18.33 平方千米，位于法国大東部大區默兹省，该省份为法国西北部内陆省份，北与比利时接壤，西接马恩省和阿登省，南至上马恩省和孚日省，东临默尔特-摩泽尔省。
与布雷埃维尔接壤的市镇（或旧市镇、城区）包括：布朗德维尔、凡尔登地区埃屈雷、方丹圣克莱尔、雅梅、利塞、勒穆瓦维尔、维洛讷-阿罗蒙、维塔尔维尔。

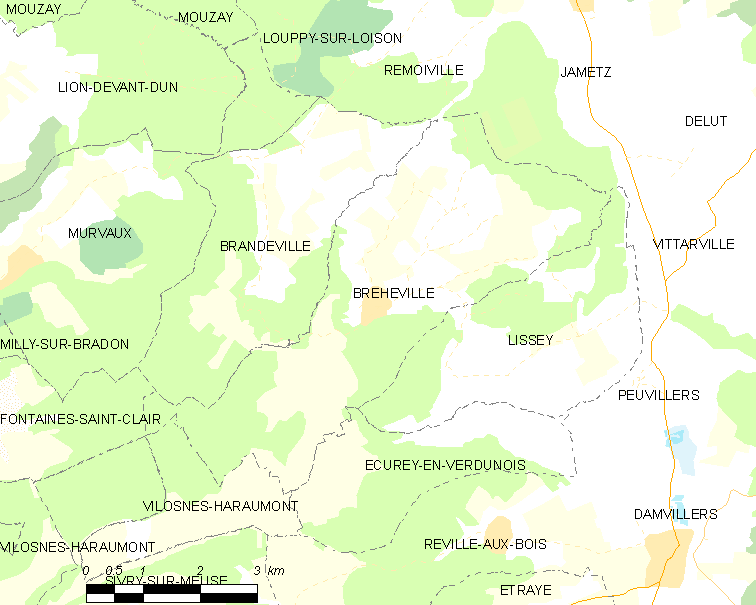
布雷埃维尔的OSM定位图

布雷埃维尔的时区为UTC+01:00、UTC+02:00（夏令时）。

## 行政
布雷埃维尔的邮政编码为55150，INSEE市镇编码为55076。

## 政治
布雷埃维尔所属的省级选区为蒙梅迪县。

## 人口

1962-2008年间布雷埃维尔人口变化图示

布雷埃维尔于2022年1月1日时的人口数量为186人。